# Carmen Linares

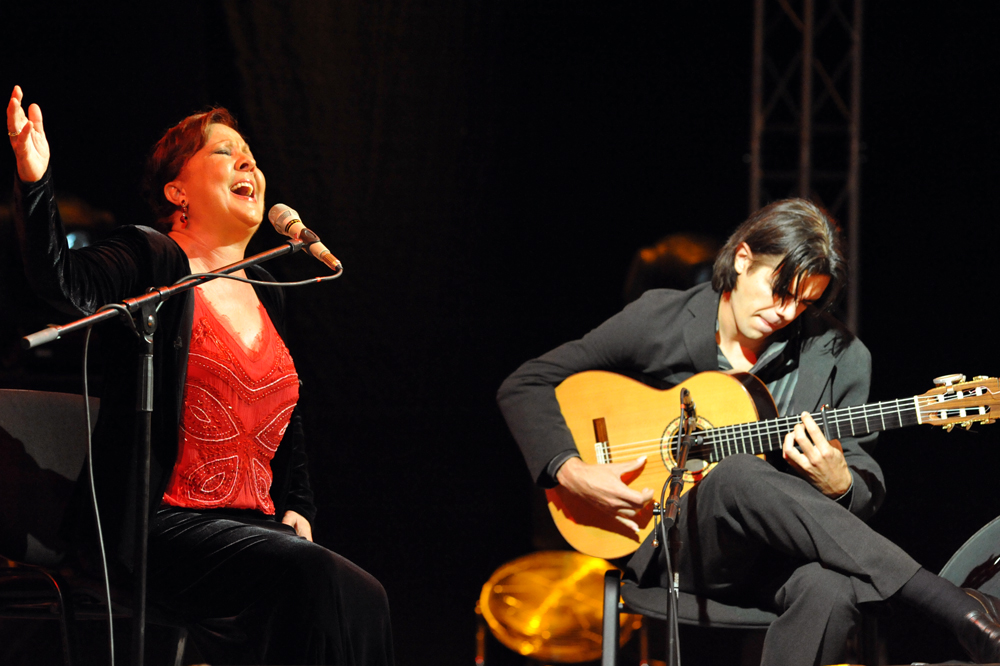
Carmen Linares

Carmen Linares (născută Carmen Pacheco Rodríguez, în 25 februarie 1951, provincia Jaén, Spania). Ea emigrază ca dansatoare flamenco în 1970 în SUA.

## Discografie
- Un ramito de Locura (2002). Carmen Linares (vocals), Gerardo Núñez (chitară), Pablo Martín (double-bass), Cepillo (percussion).
- Antología de la mujer en el cante (1996). Carmen Linares (vocals), diverși chitariști.
- Canciones populares Antiguas (1995). Carmen Linares (vocals).
- Desde le Alma - Cante flamenco en vivo (1994). Carmen Linares (vocals), Paco Cortés & Miguel Angel Cortés (chitară), Jesús Heredia (percussion).
- La luna en el río (1991). Carmen Linares (vocals), Paco Cortés, Pedro Sierra (chitară), Carles Benavent (bass), Jesús Heredia (percussion), Javier Barón (dance).